# Diospyros choboensis
Diospyros choboensis är en tvåhjärtbladig växtart som beskrevs av Paul Lecomte. Diospyros choboensis ingår i släktet Diospyros och familjen Ebenaceae. Inga underarter finns listade i Catalogue of Life.